# 송인호 (야구인)
송인호(1968년 12월 27일 ~ )은 전 KBO 리그 야구 선수의 내야수이다.

## 출신학교
- 보성고등학교
- 원광대학교 (1987학번)